# III. Tiridatész pártus király
III. Tiridatész, a Pártus Birodalom ellenkirálya 35-től 36-ig.
Tiridatész IV. Phraatész pártus király unokája volt, de Rómában nevelkedett, mert feltehetően már a szüleit is túszként küldték a birodalomba.
35-ben a pártus arisztokrácia fellázadt II. Artabanosz király ellen és követséget küldtek Tiberius császárhoz, hogy Phraatész leszármazottjai közül válasszon ki egy uralkodójelöltet. Tiberius Tiridatészt küldte, akit Lucius Vitellius (Vitellius császár apja) szíriai kormányzó gondjaira bízott. Vitelliusnak ügyes diplomáciai és katonai manőverekkel sikerült trónra juttatnia Tiridatész, a híveitől elhagyott Artabanosz pedig keletre menekült.
Tiridatészt azonban sokan puhánynak, a rómaiak vazallusának tekintették, mások szerint pedig fő tanácsadójának, Abdagaészésznek volt a bábja. Felkeresték a Hürkanába menekült Artabanoszt, aki hamarosan erős sereggel tért vissza, amelyet a nomád szkíták és dahák is segítettek. Tiridatész Abdagaészész tanácsára a római Syria provinciába menekült, támogatói pedig nagyrészt átálltak Artabanoszhoz.

## Fordítás
- Ez a szócikk részben vagy egészben  a   Tiridates III of Parthia című angol Wikipédia-szócikk ezen változatának fordításán alapul.  Az eredeti cikk szerkesztőit annak laptörténete sorolja fel. Ez a jelzés csupán a megfogalmazás eredetét és a szerzői jogokat jelzi, nem szolgál a cikkben szereplő információk forrásmegjelöléseként.

| Előző uralkodó: II. Artabanosz | Pártus király 35 – 36 | Következő uralkodó: II. Artabanosz |